# 코로나도 사적지
코로나도 사적지(Coronado Historic Site)는 미국 뉴멕시코주에 있는 고고학적 유적지 중 하나이며 주 정부 박물관에서 관리하고 있다. 유적지는 미국 뉴멕시코주에 있는 도시인 앨버커키에서 북쪽으로 16km(10마일) 떨어진 곳에 있는 버나리요(Bernalillo)에서 서쪽으로 1마일 떨어진 곳, 리오그란데강 가에 있다.

## 역사
코로나도 (Coronado) 유적지는 뉴멕시코주에서 일반에게 공개된 고고학적 유적지로서는 최초의 역사적 유적지였다. 이곳은 프란시스코 바스케스 데 코로나도의 뉴멕시코 원정 400주년 기념행사의 일환으로 1940년 5월 29일에 공개되었다. 코로나도장군이 이끄는 원정 부대가 1540년에서 1542년 사이에 이 근처에 주둔하였지만, 콰우아(Kuaua) 푸에블로 인디언이 살았던 유적지라는 사실이 더 중요하다. 푸에블로 인디언은 이곳에 약 1325년부터 정착해 살다가 16세기 말경에 버려진 마을이 되었다. 콰우아 푸에블로는 티와(Tiwa) 언어를 사용하는 푸에블로 부족 중 하나였는데 1541년 2월에 있었던 티웨쉬 전쟁(Tiguex[TEEwesh] War)으로 말미암아 마을은 폐허에 가까운 상태가 되었다. 콰우아(Kuaua) 푸에블로 인디언이 살던 마을 유적은 1934년~1939년 사이 발굴했는데 마을은 남쪽에서 북쪽으로 발전되어 간 모습을 드러냈고 약 3세기 동안 거주한 것으로 추정됐다. 6개의 키바가 발견되었는데 원형, 정사각형, 직사각형 모양의 키바가 발견됐다. 이곳 사적지에서 특기할 사항은 키바에서 발견된 벽화들이다. 북아메리카주에서 발견된 인디언 원주민 벽화 중에서는 가장 가치 있는 벽화로 손꼽힌다.

## 방문자 센터
코로나도 방문자 센터는 미국 남서부 지역에서 잘 알려진 건축가 존 가우 밈(John Gaw Meem)의 설계로 지어졌다. 이곳에는 14개의 키바 벽화를 포함해서 푸에블로 인디언과 스페인 식민지 시대의 유물들이 전시되어있다. 리오그란데강 서쪽 강변을 따라 산책길(트레일)을 걸으면서 유적지를 체험할 수도 있다.
방문자 센터의 개장시간은 수요일부터 월요일까지 8:40am - 5pm이며 화요일은 열지 않는다. 설날, 부활절, 추수감사절, 크리스마스날은 역시 휴일이다. 입장료는 $5이며 15세이하 어린이는 무료이다. 매주 수요일은 뉴멕시코 주민인 노인에게는 무료 혜택을 준다. 단 ID를 보여야 한다. 또 매달 첫 일요일에는 뉴멕시코 거주자에게 무료입장 혜택을 준다.

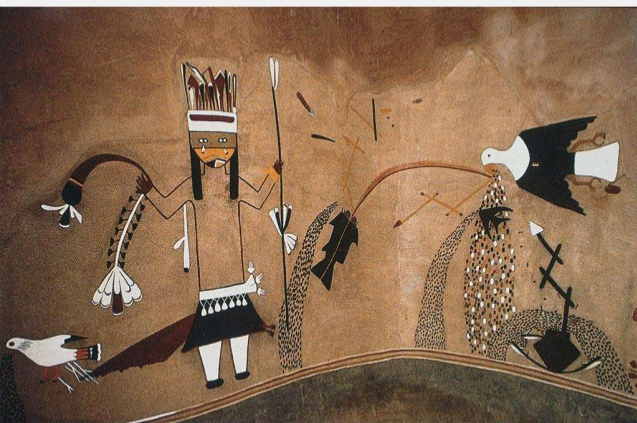
15세기말~16 세기 초의 것으로 추정되는 복원한 콰우아 푸에블로 키바 벽화